# Kabinett Eichel I
Das Kabinett Eichel I bildete vom 5. April 1991 bis 5. April 1995 die Landesregierung von Hessen.
Die Landtagswahl 1991 ergab eine knappe Mehrheit für eine rot-grüne Regierung. Die beiden Parteien hatten im Landtag genauso viele Mandate wie für die absolute Mehrheit erforderlich waren. Das reichte jedoch um Hans Eichel am 5. April 1991 zum Ministerpräsidenten zu wählen, der am selben Tag noch seine Minister vereidigen ließ.

## Kabinett
| Amt | Name                                          | Partei | Partei | Staatssekretäre |
| --- | --------------------------------------------- | ------ | ------ | --- |
| Ministerpräsident | Hans Eichel                                   |        | SPD    | Hans Joachim Suchan (Chef der Staatskanzlei) Erich Stather (bis 31. Dezember 1993) Klaus-Peter Schmidt-Deguelle (ab 1. Februar 1994) |
| Stellvertreter des Ministerpräsidenten Umwelt, Energie und Bundesangelegenheiten                                                          | Joschka Fischer (bis 5. Oktober 1994)         |        | Grüne  | Rainer Baake Ulrike Riedel (bis 10. Oktober 1994) Priska Hinz (ab 11. Oktober 1994)                                                  |
| Stellvertreter des Ministerpräsidenten Umwelt, Energie und Bundesangelegenheiten                                                          | Rupert von Plottnitz (ab 6. Oktober 1994)     |        | Grüne  | Rainer Baake Ulrike Riedel (bis 10. Oktober 1994) Priska Hinz (ab 11. Oktober 1994)                                                  |
| Inneres und Europaangelegenheiten (bis 1. Februar 1994) Inneres (ab 1. Februar 1994)                                                      | Herbert Günther (bis 12. Juli 1994)           |        | SPD    | Christoph Kulenkampff (bis 31. August 1993) Heinz Fromm (ab 1. September 1993)                                                       |
| Inneres und Europaangelegenheiten (bis 1. Februar 1994) Inneres (ab 1. Februar 1994)                                                      | Gerhard Bökel (ab 12. Juli 1994)              |        | SPD    | Christoph Kulenkampff (bis 31. August 1993) Heinz Fromm (ab 1. September 1993)                                                       |
| Finanzen | Annette Fugmann-Heesing (bis 26. Januar 1994) |        | SPD    | Otto-Erich Geske (bis 18. Januar 1994) Harald Noack (ab 26. Januar 1994)                                                             |
| Finanzen | Ernst Welteke (ab 26. Januar 1994)            |        | SPD    | Otto-Erich Geske (bis 18. Januar 1994) Harald Noack (ab 26. Januar 1994)                                                             |
| Justiz | Christine Hohmann-Dennhardt                   |        | SPD    | Dieter Schmidt |
| Frauen, Arbeit und Sozialordnung | Heide Pfarr (bis 15. Juni 1993)               |        | SPD    | Dietmar Glaßer |
| Frauen, Arbeit und Sozialordnung | Ilse Stiewitt (ab 15. Juni 1993)              |        | SPD    | Dietmar Glaßer |
| Jugend, Familie und Gesundheit | Iris Blaul                                    |        | Grüne  | Brigitte Sellach (bis 11. September 1992) Alexander Müller (ab 12. September 1992)                                                   |
| Kultus | Hartmut Holzapfel                             |        | SPD    | Christiane Schmerbach |
| Wissenschaft und Kunst | Evelies Mayer                                 |        | SPD    | Bernd Kummer |
| Landesentwicklung, Wohnen, Landwirtschaft, Forsten und Naturschutz                                                                        | Jörg Jordan                                   |        | SPD    | Rolf Praml |
| Wirtschaft, Verkehr und Technologie (bis 1. Februar 1994) Wirtschaft, Verkehr, Technologie und Europaangelegenheiten (ab 1. Februar 1994) | Ernst Welteke (bis 26. Januar 1994)           |        | SPD    | Jürgen Wefelmeier (bis 25. Januar 1994) Matthias Kurth (ab 27. Januar 1994)                                                          |
| Wirtschaft, Verkehr und Technologie (bis 1. Februar 1994) Wirtschaft, Verkehr, Technologie und Europaangelegenheiten (ab 1. Februar 1994) | Lothar Klemm (ab 26. Januar 1994)             |        | SPD    | Jürgen Wefelmeier (bis 25. Januar 1994) Matthias Kurth (ab 27. Januar 1994)                                                          |